# Belgique au Concours Eurovision de la chanson 1980
La Belgique a participé au Concours Eurovision de la chanson 1980 le 19 avril à La Haye, aux Pays-Bas. C'est la 25e participation belge au Concours Eurovision de la chanson.
Le pays est représenté par le groupe Telex et la chanson Euro-Vision, sélectionnés par la Radio-télévision belge de la Communauté française (RTBF) au moyen d'une finale nationale.

## Sélection

### Éliminatoires belges du Grand-Prix Eurovision
Le radiodiffuseur belge pour les émissions francophones, la Radio-télévision belge de la Communauté française (RTBF), organise une finale nationale intitulée Éliminatoires belges du Grand-Prix Eurovision de la chanson 1980 pour sélectionner l'artiste et la chanson représentant la Belgique au Concours Eurovision de la chanson 1980.
La finale nationale belge, présentée par le représentant belge de 1970 et 1978 Jean Vallée, a lieu le 24 février 1980 aux studios de la RTBF à Bruxelles.
Sept chansons ont participé à la sélection et le titre gagnant a été choisi par un jury d'experts. Le titre d'une chanson n'est pas connu. Les chansons sont toutes interprétées en français, l'une des trois langues officielles de la Belgique.
Lors de la finale nationale, c'est la chanson Euro-Vision, écrite, composée et interprétée par le groupe Telex, composé de Michel Moers, Dan Lacksman et Marc Moulin, sans être accompagné d'un orchestre.

#### Finale
| Ordre | Artiste                       | Chanson                        | Points | Place |
| ----- | ----------------------------- | ------------------------------ | ------ | ----- |
| 1     | Bruno Brel                    | Être heureux rien qu'une heure | –      | –     |
| 2     | Domani                        | Tu es toute ma vie             | –      | –     |
| 3     | Kevin Morane                  | Ivre de vie                    | –      | –     |
| 4     | Lou and the Hollywood Bananas | Et puis, et puis... rien       | –      | –     |
| 5     | Sonia                         | La Star maniaque,              | –      | –     |
| 6     | Telex                         | Euro-Vision                    | –      | 1     |
| 7     | Timothy                       | –                              | –      | –     |

## À l'Eurovision

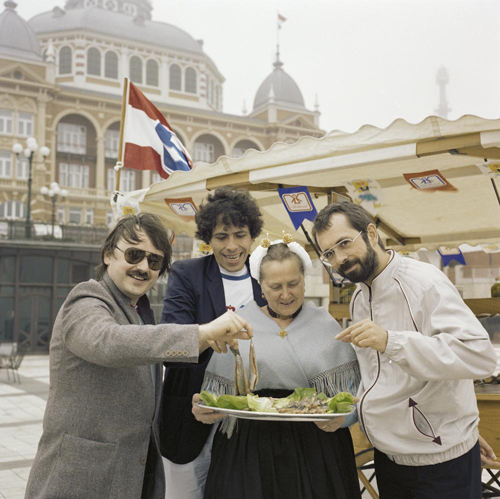
Les trois membres de Telex, (de gauche à droite) Dan Lacksman, Marc Moulin et Michel Moers le 15 avril 1980, lors des séances de photo de l'Eurovision 1980.

### Points attribués par la Belgique
| 12 points | Irlande     |
| 10 points | Italie      |
| 8 points  | Luxembourg  |
| 7 points  | Allemagne   |
| 6 points  | Royaume-Uni |
| 5 points  | France      |
| 4 points  | Portugal    |
| 3 points  | Pays-Bas    |
| 2 points  | Suisse      |
| 1 point   | Autriche    |

### Points attribués à la Belgique
| 12 points | 10 points  | 8 points | 7 points | 6 points      |
| --------- | ---------- | -------- | -------- | ------------- |
|           | - Portugal |          |          |               |
| 5 points  | 4 points   | 3 points | 2 points | 1 point       |
|           |            | - Grèce  |          | - Royaume-Uni |

Telex interprète Euro-Vision en 19e et dernière position lors de la soirée du concours, suivant l'Espagne.
Au terme du vote final, la Belgique termine 17e sur les 19 pays participants, ayant reçu 14 points au total,.